# Nesomyrmex njengelanga
Nesomyrmex njengelanga  (лат.) — вид мелких муравьёв рода Nesomyrmex (Formicidae) из подсемейства Myrmicinae.

## Распространение
Южная Африка (Western Cape: Mountain Fynbos, Touwsrivier Private Nature Reserve).

## Описание
Длина головы (HL) 0.654–0.713 мм; ширина головы (HW) 0.507–0.538 мм; головной индекс (CI) 75–77; длина скапуса (SL) 0.433–0.462 мм; индекс скапуса (SI) 85–87. Сложные глаза с 11 омматидиями в длиннейшем ряду. Промезонотум с несколькими короткими отстоящими волосками. Проподеум вооружён небольшими шипиками или без них. Брюшко гладкое и блестящее. Усики 12-члениковые с булавой из 3 сегментов. Жвалы с 5 зубцами. Стебелёк между грудкой и брюшком состоит из двух члеников: петиолюса и постпетиолюса (последний четко отделен от брюшка), жало развито. Мелкие почвенные муравьи (длина около 3 мм) желтого цвета, похожие на представителей рода Leptothorax.

## Систематика
Вид включён в состав группы simoni species-group (Formicoxenini, или Crematogastrini). Близок к виду Nesomyrmex Nesomyrmex inye. Ранее представители рода рассматривались в составе рода Leptothorax. Вид был впервые описан в 2008 году африканскими энтомологами Н. Мбанияна (Nokuthula Mbanyana) и Х. Робертсоном (Hamish G. Robertson; Natural History Collections Department, Iziko South African Museum, Кейптаун, Южная Африка) по материалам из Южной Африки. Видовое название происходит от слова njengelanga, на языке isi-Xhosa означающего «подобный Солнцу».